# 多和田えみ
多和田えみ（たわた えみ、1984年6月26日 - ）は、日本の歌手。沖縄県宜野湾市出身。本名同じ。

## 略歴
沖縄県立浦添商業高等学校卒業後の2003年に語学留学のために訪れたカナダのバンクーバーで、ストリートジャズバンドに参加し、音楽に興味を持つようになる。帰国後、2006年より沖縄県内を中心にライブ活動をはじめる。
2007年4月、MSNミュージックとEMI Artistsが共催したオーディションイベント『SCHOOL OF SCHOOL』に出場。審査員特別賞となる「NYLON賞」を受賞し、デビューのきっかけをつかむ。5月16日には沖縄限定発売でシングル『ネガイノソラ』を発表し、月間で2,000枚のセールスを記録する。8月にアミューズと契約し、新設されたレーベル・AZEALの第1弾アーティストとしてメジャーデビュー。11月よりデビューに向けて、多和田えみ & The Soul Infinityを結成し、また複数のコンピレーションアルバムに参加する。
2008年4月23日、SME Recordsにてミニアルバム『∞infinity∞』でメジャーデビュー。7月23日には2作目となる『LOVE&PEACE』を発表する。10月にはスズキ・スプラッシュのCMソングとして、スリー・ドッグ・ナイトの「Joy to the World」をカヴァー。
2009年11月4日、初のフルアルバム『SINGS』をリリースした。
2010年3月24日、ゴスペラーズの村上てつやプロデュースによる3rd シングル『Lovely day』をリリース。
2012年9月26日には約2年振りにミニアルバム『Sing you』をリリースした。
2016年からは楽曲提供の為の作詞&作曲活動も開始し、シンガーソングライター/ボーカルプロデューサーとして活動中。
主な楽曲提供アーティストとしては、E-girls, Happiness, Dream Ami, JUJU, Nissy（西島隆弘, AAA）などがあげられる。その感性豊かな表現力と自身の作品で培った経験値を活かし、ジャンルを問わず様々なアーティストへの作品提供を行っている。

## ディスコグラフィー

### フルアルバム
- SINGS（2009年11月4日）

### ライヴアルバム
- SINGS OF SOULS live 2010（2010年6月23日）

### ミニアルバム
- ∞infinity∞（2008年4月23日）
- LOVE&PEACE（2008年7月23日）
- Sweet Soul Love（2009年3月18日）
- Sing you (2012年9月26日)

### シングル
- 時の空（2009年6月24日）
- 涙ノ音（2009年11月4日）

### 配信限定シングル
- The Christmas Song（2008年12月10日）
- Dance Dance Dance（2015年8月30日）
- Love Song（2015年11月18日）
- Golden Fish（2019年6月26日）
- Summer Rain feat.Tomoki Sato（2020年9月16日）
- 大人になりたくて（2021年3月10日）
- KISS OF LIFE (Cover)（2023年12月18日）「多和田えみ+オオニシユウスケ」名義。シャーデーの曲のカバー
- 涙ノ音 (Acoustic)（2023年12月25日）「多和田えみ+オオニシユウスケ」名義。2009年発売のシングル曲のアコースティックバージョン

### インディーズシングル
- ネガイノソラ（2007年5月16日）

### フィーチャリング
- DJ KAWASAKI『theory × DJ KAWASAKI』（2008年3月12日）
  - M-2「Into You feat. Emi Tawata」
- Jazzin' park『A Day In The Life』（2009年7月15日）
  - M-4「Brand New Day feat. Emi Tawata」
- RYUKYUDISKO『pleasure』（2009年9月23日）
  - M-2「Starlight Waltz feat. 多和田えみ」
  - M-9「てぃんさぐぬ花 feat. 多和田えみ」
- Spontania『コラボレーションズBEST』（2009年11月18日）
  - M-5「Where Is The Love feat. 多和田えみ」
- SOUTH (沖縄のレゲエバンド)『WONDERFULDAYS』（2010年1月27日）
  - M-5「Natural Place feat. 多和田えみ」

### コンピレーションアルバム
- 『ジョビニアーナ ～愛と微笑みと花～』（2007年10月10日）
  - M-14「THIS HAPPY MADNESS」（アントニオ・カルロス・ジョビンのカバー）
- 『琉球 LOVERS ROCK』（2008年1月15日）
  - M-2「ゆらゆら」（風味堂のカバー）
- 『DIVA』（2008年2月6日）
  -     - M-8「CAN'T REACH」
- 『Okinawan Life-sized Music 亜熱帯ショーケース』（2008年7月23日）
  - M-1「Naturally」
- 『I LOVE 琉歌 ～OKINAWA SPECIAL SELECTION～』（2008年9月17日）
  - M-10「ネガイソラ」
- 『aperitivo mix mixed by SATORU KURIHARA from Jazzin' park』（2008年11月19日）
  - M-3「Into You feat. Emi Tawata (Soulful House Mix)」 / DJ KAWASAKI
- 『Jazztronik Works』（2009年2月18日）
  - M-7「eternity」
- 『Take it soooo easy!』（2009年5月1日）
  - M-1「Brand New Day feat. Emi Tawata」 / Jazzin' park

### 楽曲提供した主なアーティスト
- BALLISTIK BOYZ
  - Crazy for your love（共作曲）
- Block B PROJECT-1
  - Lost & Found feat. KEITA(w-inds.)（作詞）
- COLOR CREATION
  - Movin' On（作詞）
  - Let it snow ～会いたくて～（作詞）
- DEEP SQUAD
  - あなたが迷わずに（共作曲）
- Dream Ami
  - Surf on the Summer（作詞 / アディショナルコーラス）
- Eyedi
  - Sign (Japanese Ver.)(Feat. Jinmenusagi)（日本語歌詞）
- E-girls
  - 北風と太陽（共作曲）
- Happiness
  - REWIND（作詞）
- JUJU
  - I（作詞）
  - RAIN（作詞 / 共作曲）
- Kizuna AI
  - Touch Me（共作曲）
- MYTEEN
  - SHE BAD -Japanese ver.-（日本語作詞）
- Nissy（西島隆弘, AAA）
  - 愛tears（共作曲）
- ONEPIXCEL
  - DO IT, DO IT（作詞 / 共作曲）
  - GO My Way（作詞）
  - Summer Genic（作詞）
  - サヨナラの前に（作詞）
- PiXMiX
  - Dreamin' Girl（共作曲）
- Shuta Sueyoshi
  - WILD（英語ディレクション）
  - Human（英語ディレクション）
  - Paradise（英語ディレクション）
- SUPER★DRAGON
  - BLOODY LOVE（作詞）
- T2U（from:Block B）
  - Good bye（作詞）
- 板野友美
  - 恋ゴコロ（共作曲）
  - LOVE SEEKER（作詞）
- 神宿
  - FANTASTIC GIRL（共作曲）
- 観月ありさ
  - ありきたりなキセキ（作詞）

## タイアップ一覧
Naturally
TBS系「COUNT DOWN TV」2008年4月度オープニングテーマ
時の空
映画『築城せよ!』主題歌
TBS系「日立 世界・ふしぎ発見!」2009年6月～8月度エンディングテーマ
Dance To The Music / Joy To The World
スズキ「SPLASH」CMソング

## 出演

### 舞台
- 佐藤健, 石原さとみ主演「ロミオ＆ジュリエット」（2012年5月2 - 6月10日、東京・赤坂ACTシアター／大阪・シアターBRAVA！）- singer役
- ミュージカル「ジャニス」（2022年8月23日 - 26日、東京・東京国際フォーラム ホールA）- ジョプリナーズ / ザ・シャンテルズ 役[1]